# Rastičevo (Kupres RS, BiH)
Rastičevo je naseljeno mjesto u općini Kupres (RS), Republika Srpska, BiH.

## Povijest
Do potpisivanja Daytonskog mirovnog sporazuma bilo je dio istoimenog naseljenog mjesta u sastavu općine Kupres koja je ušla u sastav Federacije BiH.

## Stanovništvo
Na popisu 2013. godine bilo je bez stanovnika.